# Baccaurea parviflora
Baccaurea parviflora är en emblikaväxtart som först beskrevs av Johannes Müller Argoviensis, och fick sitt nu gällande namn av Johannes Müller Argoviensis. Baccaurea parviflora ingår i släktet Baccaurea och familjen emblikaväxter. Inga underarter finns listade i Catalogue of Life.